# Gouvernement Moskau

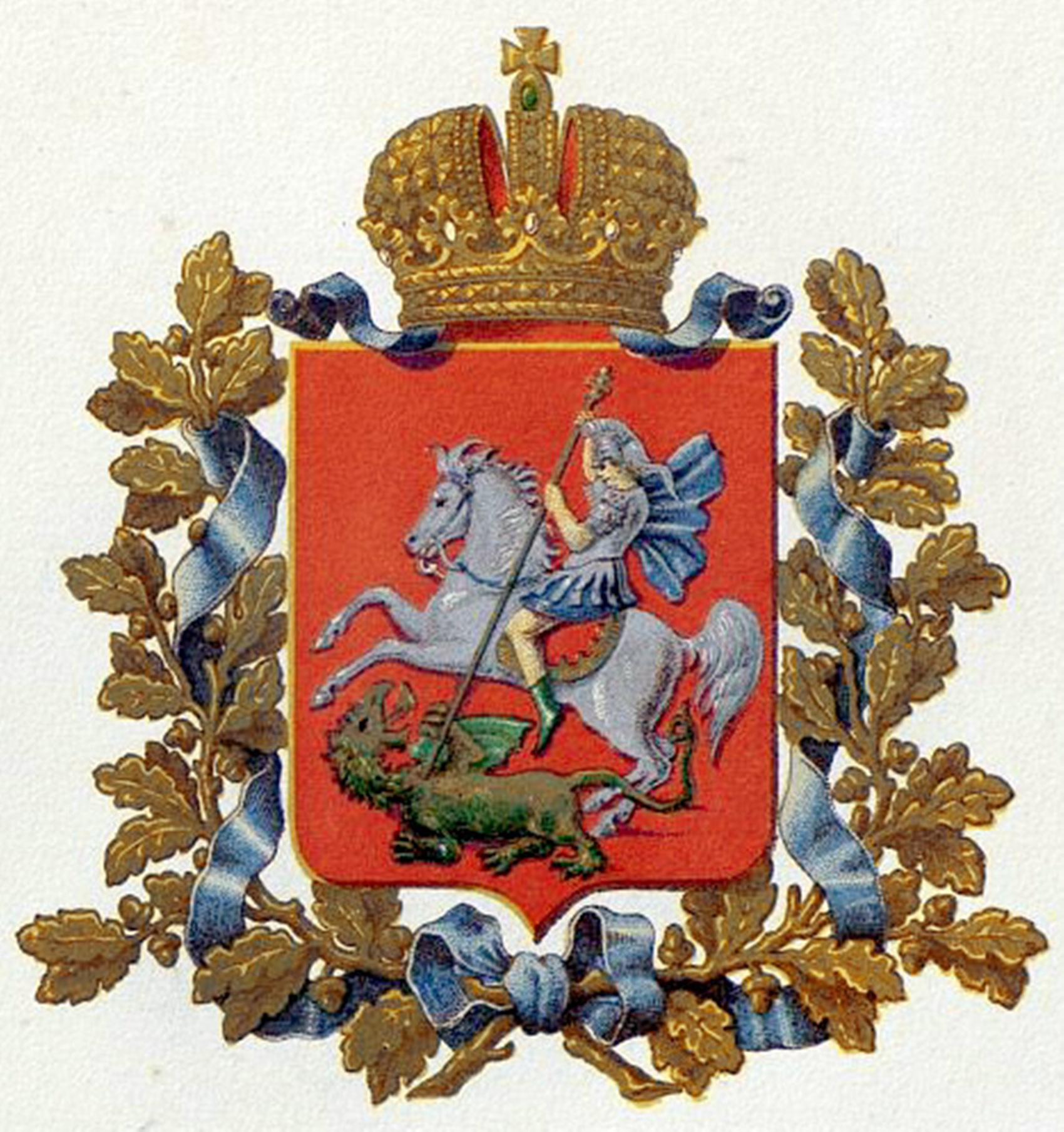
Wappen des Gouvernements Moskau

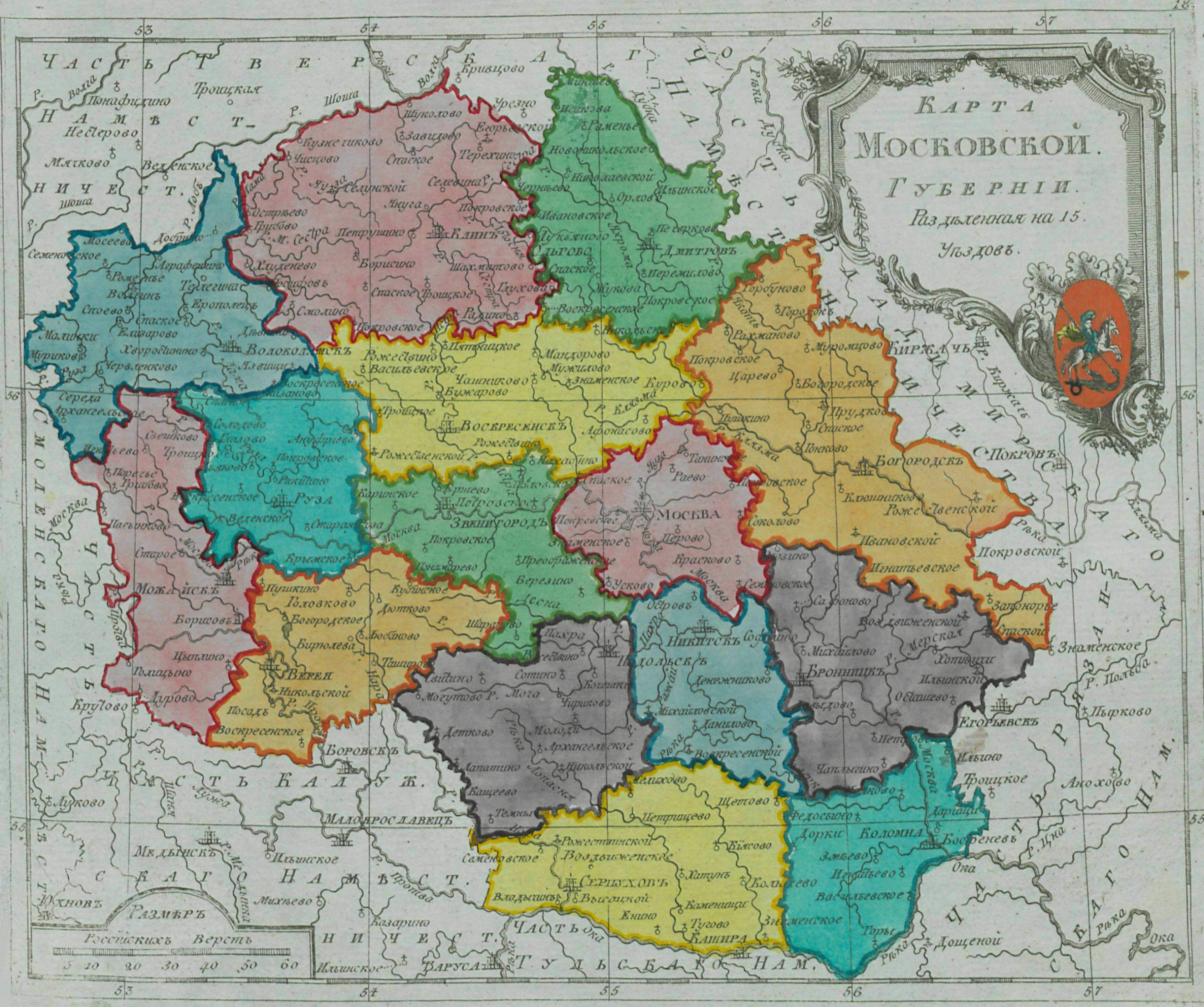
Historische Karte des Gouvernements Moskau von 1792

Das Gouvernement Moskau (russisch Московская губерния) war eine Verwaltungseinheit im Russischen Reich und der Russischen SFSR, die von 1708 bis 1929 bestand. Es umfasste die Umgebung der Hauptstadt Moskau, die gleichzeitig Hauptstadt des Gouvernements war. Angrenzende Gouvernements waren das Gouvernement Twer im Norden und Nordwesten, das Gouvernement Wladimir im Nordosten und Osten, das Gouvernement Rjasan im Südosten, die Gouvernements Tula und Kaluga im Süden sowie das Gouvernement Smolensk im Westen.

## Geschichte
Das Gouvernement Moskau entstand durch einen Erlass des Zaren Peter I. vom 18. Dezember 1708. Die Gründung der Gouvernements ging dabei einher mit einer Reihe weiterer Maßnahmen im Rahmen der Petrinischen Reformen. Am 29. Mai 1719 wurde das Gouvernement zunächst in neun Provinzen (Провинции) eingeteilt; die vorher bestehende Verwaltungseinheit der Doli (доли) wurde abgeschafft. Diese waren:
- Provinz Wladimir (Владимирская провинция)
- Provinz Kaluga (Калужская провинция)
- Provinz Kostroma (Костромская провинция)
- Provinz Moskau (Московская провинция)
- Provinz Pereslawl-Salesski (Переслав-Залесская провинция)
- Provinz Perejaslaw-Rjasanski (Переяслав-Рязанская провинция)
- Provinz Susdal (Суздальская провинция)
- Provinz Tula (Тульская провинция)
- Provinz Jurjew-Polski (Юрьево-Польская провинция)

1727 kamen noch die Provinzen Jaroslawl und Uglitsch aus dem Gouvernement St. Petersburg hinzu.
1775–1778 wurden nacheinander die Gouvernements Kaluga, Tula, Twer, Wladimir, Rjasan und Kostroma gebildet, wodurch das Gouvernement immer weiter verkleinert wurde. Seine spätere Form erhielt es 1781, es gab ab da nur noch die Einteilung in Ujesde. So blieb es stabil bis zur Verwaltungsreform der RSFSR von 1929.
Um 1900 war das Gouvernement in 13 Ujesde eingeteilt:
- Bogorodsk (heute Noginsk)
- Bronnizy
- Dmitrow
- Klin
- Kolomna
- Moschaisk
- Moskau
- Podolsk
- Rusa
- Serpuchow
- Swenigorod
- Wereja
- Wolokolamsk

Das Gouvernement Moskau wurde erst zur Zeit der Russischen SFSR der Sowjetunion 1929 aufgelöst und sein Territorium der neugebildeten Zentralen Industrie-Oblast (im selben Jahr in Oblast Moskau umbenannt) zugeschlagen.

## Statistik
Bei der ersten Volkszählung im Russischen Reich von 1897 wurden für das Gouvernement Moskau auf einer Fläche von 33.304 km² 2.430.581 Einwohner (72,9/km²) gezählt. Davon waren 2.371.102 Russen, 19.116 Deutsche und 10.960 Polen. Ansonsten waren viele weitere Nationalitäten des Reiches in kleineren Gruppen vertreten.
Der Ackerbau deckte nicht den Bedarf der Bevölkerung. Die Getreideernte lieferte 1902: 175.955 t Roggen, 125.689 t Hafer, 7117 t Gerste und 402.718 t Kartoffeln. Weizen wurde fast gar nicht gebaut, dagegen etwas Flachs und Hanf sowie stellenweise Hopfen (in Guslizy). Besser entwickelt war der Anbau von Gemüsen wie von Stachel-, Johannis- und Himbeeren, sowie in einigen Gebieten Zwiebel- und der Kohlbau. Der Viehstand, gleichfalls den innern Bedarf nicht deckend, betrug 1902: 214.000 Pferde, 274.000 Stück Hornvieh, 270.000 Schafe und 42.000 Schweine. Die Pferdezucht war berühmt, war aber Anfang des 20. Jahrhunderts im Rückgang begriffen. In industrieller Hinsicht nahm Moskau den ersten Platz unter allen Gouvernements der Monarchie ein. Nach den Erhebungen von 1900 gab es 2386 Betriebe mit einem Produktionswert von ca. 350 Millionen Rubel und 280.747 Arbeitern. Bedeutende Fabrikorte neben Moskau waren Bogorodsk, Sujewo, Orechowo, Kolomna und Serpuchow. An erster Stelle stand die Baumwollindustrie mit 344 Fabriken, die 108.498 Arbeiter beschäftigten und Waren für 104 Millionen Rubel produzierten. Von größerer Bedeutung waren daneben die Tuchfabrikation, die Seidenspinnerei und -Weberei, die Färberei und Druckerei, namentlich aber die chemische Industrie, in der Moskau ebenfalls an erster Stelle in Russland stand, sowie die Maschinenindustrie. Stark entwickelt war auch die Hausindustrie, insbesondere in Spielsachen, Holzschnitzereien, Posamentierarbeiten und Papiermachéwaren, die ca. 165.000 Personen dauernd beschäftigte, sowie auch das Wandergewerbe.
1926 waren es 4.570.836 Einwohner auf 44.569 km² (102,5/km²).